# Filosofía pop
La filosofía pop (o "pop'philosophie", según la grafía en el original en francés) es un concepto inventado por Gilles Deleuze durante los años 1970. Su única característica es la afirmación de una conexión posible entre la filosofía y la cultura popular, entendida como conjunto de producciones culturales de masa del mundo contemporáneo. Pero la definición precisa de esta relación ha evolucionado ampliamente entre los años 1970 y el día de hoy. 

## La idea de Deleuze
La "pop’philosophie" aparece en El Anti Edipo de Deleuze y Guattari de 1972. La idea de una filosofía o de un análisis que fuera "pop" solo era un sueño de Deleuze, quien deseaba escribir un libro no especializado que pudiera tocar inmediatamente a los no expertos y propagarse como la "música pop"  de aquellos años, que además fuera el teatro de adhesiones colectivas, espectaculares, espontáneas y tan diversas como Woodstock y el mayo 68. La idea de la "pop' philosophie" abre así una vía de explicación del éxito alcanzado por las publicaciones deleuzianas y guattarianas fuera del campo de los especialistas de la filosofía y del psicoanálisis. Este sueño de un efecto inmediato e ingenuo de los libros de filosofía encuentra su justificación en la teoría de las intensidades de Deleuze, como lo muestra este pasaje de la Carta un crítico severo, siempre a propósito de El Anti Edipo:
- « Al contrario, quienes saben poco y no están corrompidos por el psicoanálisis tienen menos problemas, y dejan de lado alegremente lo que no comprenden. Esta es una de las razones que nos impulsaron a decir que este libro se dirigía a lectores entre quince y veinte años. (...) considerar un libro como una máquina asignificante cuyo único problema es si funciona y cómo funciona (...) Esta otra lectura lo es en intensidad: algo pasa o no pasa. No hay nada que explicar, nada que interpretar, nada que comprender. Es una especie de conexión eléctrica. »[5]

## Retomada en elsigloXXI
Una vez iniciado el interés por esta noción, llega la publicación de otro libro. En 2003, un colectivo de jóvenes filósofos cercanos a Alain Badiou publica una recopilación de estudios consagrados a la dimensión metafísica del exitoso filme estadounidense Matrix, el cual está cargado de referencias filosóficas más o menos explícitas. Las diferentes reivindicaciones del término de «pop philosophie» que emergen a partir del 2004 se inscriben en esta vía. Se trata siempre de confrontar la filosofía a lo que supuestamente le es más extrínseco: la subcultura. Desde entonces, se editan una serie de libros de filosofía consagrados al cine comercial o al rock, como los de la colección «Philosophie et cinéma» fundada en Vrin por Éric Dufour, o la obra Rock'n philo de Francis Métivier. Aparecen también obras más difíciles de entender como las colectivas Fresh Théories, las cuales están ligadas a las exposiciones de arte contemporáneo del Palais de Tokyo y, a la vez, hacen elogio del reciclaje natural; o inclusive la entrevista Pop philosophie de Mehdi Belhaj Kacem, un filósofo que ve en «la actriz de cine» el punto ciego del estructuralismo lacaniano.
En 2009, Jacques Serrano, quien trabaja desde hace años en una confrontación entre el arte y la teoría, crea en Marseille una manifestación anual que articula su prolongada lucha al joven movimiento parisiense : la «Semaine de la pop philosophie». La expresión «pop philosophie» se vuelve desde entonces sinónimo de un interés renovado de los intelectuales por los productos culturales populares, interés que es ilustrado, entre otras cosas, por la publicación de los Écrivains en séries de Léo Scheer, los cuales recopilan noticias y testimonios de la gente de letras sobre la cultura tele-visual.
Hay que remarcar dos diferencias con la «pop’philosophie» como la soñaba Deleuze. Por una parte, el éxito mediático y popular de los libros de la nueva «pop philosophie» no se compara con el Anti-Edipo. Por otro lado, su presentación es a menudo sofisticada, pues sigue códigos familiares al arte contemporáneo y cuenta con guiños para los ya iniciados en él. Por lo tanto, la «pop’philosophie» no se trata de dirigir obras filosóficas al lector no especializado, sino de ofrecer a un público adentrado en la teoría obras dedicadas a objetos indiscriminados, los cuales se encuentran, por tanto, alzados al criterio de distinción de la élite, según un proceso paradójico pero frecuente.